# Barrage La Loutre
Barrage La Loutre är en dammbyggnad i Kanada.   Den ligger i regionen Mauricie och provinsen Québec, i den sydöstra delen av landet, 300 km norr om huvudstaden Ottawa. Barrage La Loutre ligger 382 meter över havet.
Terrängen runt Barrage La Loutre är platt åt nordväst, men åt sydost är den kuperad. Barrage La Loutre ligger nere i en dal. Trakten runt Barrage La Loutre är nära nog obefolkad, med mindre än två invånare per kvadratkilometer.. Det finns inga samhällen i närheten. 
I omgivningarna runt Barrage La Loutre växer i huvudsak blandskog.